# Lucky (canción de Britney Spears)
«Lucky» —en español: «Afortunada»— es una canción teen pop interpretada por la cantante estadounidense Britney Spears e incluida originalmente en su segundo álbum de estudio, Oops!... I Did It Again (2000). El sueco Alexander Kronlund compuso el tema junto con sus compatriotas Max Martin y Rami Yacoub, quienes además se encargaron de la producción. Entre agosto y septiembre de 2000, Jive Records lo lanzó como segundo sencillo del álbum, después del superventas «Oops!... I Did It Again». Como parte de su recepción crítica, el semanario NME la catalogó como una «sinfonía adolescente agridulce» donde el falsete de la cantante «alcanza su punto máximo».
Spears rodó el video musical bajo la dirección de Dave Meyers, con quien trabajó por primera vez. La línea de historia del clip la muestra mientras interpreta dos papeles: a ella misma y a una actriz de Hollywood llamada Lucky, quien pese a disfrutar de considerable éxito y fama, se siente desolada. Como parte de su recepción crítica, la revista Rolling Stone lo describió como el primer video de la cantante que trató un tema que se volvería recurrente en su carrera: su relación conflictiva con la fama. Por otro lado, la alta demanda televisiva lo convirtió durante varios días en el video más solicitado en el programa Total Request Live de MTV y en el sexto video consecutivo de Spears en ser enviado al retiro en el espacio, tras permanecer durante un poco más de dos meses entre los diez trabajos más solicitados por la audiencia.
Tras su lanzamiento, «Lucky» registró varios logros comerciales, especialmente en Europa, donde se convirtió en el tercer sencillo número uno de Spears en la lista continental European Hot 100. Además, lideró las listas de Austria, Alemania, Suecia y Suiza, se ubicó entre los diez primeros éxitos semanales en mercados como Australia, Bélgica, Dinamarca, Irlanda, Italia, Noruega, Nueva Zelanda y los Países Bajos, y consiguió varios discos de oro y platino por sus ventas. En el Reino Unido se convirtió en el sexto sencillo consecutivo de la cantante en situarse entre los cinco primeros lugares en la UK Singles Chart, la principal lista de éxitos del país, donde además recibió la certificación de disco de oro de la BPI. Por otro lado, en los Estados Unidos alcanzó la posición número veintitrés en la principal cartelera local, la Billboard Hot 100.

## Antecedentes
En 1999, Spears comenzó a trabajar en su segundo álbum de estudio en Suecia y Suiza. En el primer país se reunió con Max Martin y Rami Yacoub, y grabó varias canciones para el álbum, tales como «Oops!... I Did It Again» y «Stronger». El dúo también produjo «Lucky», la que compuso junto con Alexander Kronlund. Una vez que la cantante regresó a los Estados Unidos, declaró a MTV News: «Acabo de volver de Suecia, donde hice la mitad del álbum. Quedé muy, muy feliz con el material, pese a que tuvimos un tiempo limitado para conseguir hacer tanto. Así que realmente he estado en el estudio sin parar, lo que no obstante es genial». Spears grabó el tema entre noviembre de 1999 y enero de 2000 en los Cheiron Studios de Estocolmo. El 8 de agosto de 2000, Jive Records lo lanzó como segundo sencillo del álbum, después de «Oops!... I Did It Again».

## Composición

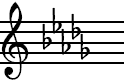
«Lucky» está compuesta en la tonalidad re bemol mayor.

«Lucky» es una canción teen pop con elementos del dance pop. Según una partitura publicada por Universal Music Publishing Group en Musicnotes.com, está compuesta en la tonalidad re bemol mayor, cuenta con un compás de 4/4 y presenta un tempo moderadamente lento de 96 pulsaciones por minuto. El registro vocal de Spears se extiende sobre más de una octava, entre las notas la bemol mayor3 y mi bemol mayor5. Como progresión armónica, la canción presenta una secuencia re bemol mayor—si bemol menor—sol bemol mayor—la bemol mayor. David Veitch de Calgary Sun y Chuck Taylor de Billboard compararon su ritmo al de los dos primeros sencillos de Spears: «...Baby One More Time» (1998) y «Sometimes» (1999). Al inicio de la canción, la intérprete declara: «This is the story about a girl named Lucky» —«Esta es la historia de una chica llamada Lucky («afortunada» en inglés)»—, correspondiente a una famosa estrella del pop que se siente sola, a pesar de tener todo lo que quiere. El coro es la parte icónica de la canción: «She's so  lucky, she's a star but she cry, cry, cries in her lonely heart» —«Ella es tan afortunada, ella es una estrella pero llora, llora, llora en su solitario corazón—. Veitch también sugirió que la letra en realidad se refiere a la vida de Spears.

## Recepción crítica
| «La melodía contagiosa, el gancho que golpea tu cerebro, el tema empático de una chica que es la estrella más grande del mundo y sin embargo se siente sola, hará que sea fácil vender [el sencillo] al top 40 de la radio y a la legión de seguidores dedicados [de Spears]». —Reseña de Chuck Taylor de Billboard. |

«Lucky» recibió comentarios positivos de los críticos de música. Dot Music lo catalogó como uno de los temas destacados de Oops!... I Did It Again, lo anticipó como sencillo y señaló que «se basa en un enganche pizzicato contagioso que es extrañamente similar al de "Stand by Me" de Ben E. King (1961)». Por otro lado, NME sostuvo: «La canción es tal vez el mejor momento de Britney. La última sinfonía adolescente agridulce y de jóvenes que pasan mucho tiempo en los centros comerciales con sus amigos». También la catalogó como la versión de Spears de «Where Did It All Go Wrong?» de Oasis (2000) y señaló sobre la letra: «Es un relato desgarrador sobre la vida en la cima del árbol teen pop, convertido en un himno para todas las chicas dramáticas y temperamentales de 12 años, por el talento aterrador de Max Martin para [crear] letras que generan tendencias en los adolescentes». Sin embargo, observó que la línea «If there's nothing missing in my life, then why do these tears come at night?» —«Si no falta nada en mi vida, ¿entonces por qué vienen estas lágrimas en la noche?»— «suena jodidamente intensa cuando acaban de romper contigo, y el falsete de Britney entrenado en el Mickey Mouse Club alcanza su punto máximo». Paralelamente, Kevin John de Sonicnet escribió favorablemente: «Con toda la imaginación de un gran artista de blues, ella [Spears] varía la rigidez [de Oops!... I Did It Again] con [...] una línea de bajo que suena como si estuviera cantando doo wop en "Lucky"». A su vez, Tom Terrell de MTV escribió que es «pop clásico de una chica que tiene a las estrellas en su contra», mientras que David Veitch de Calgary Sun la llamó una «canción de medio tempo, dulcemente melódica» y señaló que se puede sentir el dolor de la cantante. Por otro lado, la audiencia lo catalogó como el séptimo mejor tema de Spears, según un sondeo realizado en julio de 2011 por la revista Rolling Stone, la cual escribió: «El segundo éxito de Britney desprendido de Oops!... I Did It Again es una de sus canciones más burbujeantes, pero la letra sobre una estrella triste sugiere que Spears se identificó con el lado oscuro de la fama desde muy temprano en su carrera».

## Video musical
Spears rodó el video musical de «Lucky» bajo la dirección del estadounidense Dave Meyers, con quien trabajó por primera vez. En el clip la cantante interpretó dos papeles: a ella misma y una actriz muy famosa de Hollywood llamada Lucky. El video comienza cuando presenta la historia de Lucky. La primera parte muestra a la actriz mientras recorre el interior de una mansión y sale a un balcón, vestida con un camisón de color rosa con bordes que tienen bolas de algodón mullido blanco. Tras el primer coro, revisa un adorno floral y luego se sienta frente a un tocador y toma un espejo de mano, pero enseguida alguien toca su puerta. Al abrir encuentra a su enamorado, por lo que se desmaya de la impresión mientras él la toma entre sus brazos. No obstante, en el mismo instante alguien grita: «Cut! We've got it» —«¡Corten! Lo tenemos»—, revelando que todo se trataba de una grabación. Lucky enseguida sale del set, exclama: «Finally! We've done it fifty-million times» —«¡Por fin! Lo hemos hecho cincuenta millones de veces»— y toma asiento mientras los encargados de cabello y maquillaje la asisten. Durante el transcurso de todo lo anterior, Spears la observa preocupada mientras nadie percibe su presencia. En la segunda parte del video, Lucky lleva un vestido brillante de color gris y se muestra feliz mientras recibe el premio como la mejor actriz en los Óscar. Al término de la ceremonia, una multitud de seguidores le gritan mientras se dirige a su limusina, donde haya inesperadamente el espejo de mano que utilizó en el set de filmación, por lo que mira perpleja hacia la multitud para encontrar una respuesta y finalmente ve a Spears. No obstante, la limusina se aleja y deja a la cantante en la alfombra roja. El desenlace muestra a Lucky en la soledad de su habitación mientras llora recostada hasta quedarse dormida, entonces se cierra un telón y el video finaliza.
Jive Records estrenó el clip el jueves 13 de julio de 2000. Como parte de su recepción crítica, Jocelyn Vena de MTV señaló que Spears interpretó a «una melancólica estrella de cine que no quiere nada más que tener un poco de diversión». Por otro lado, Billboard sostuvo que la historia «no resultó ser más que pura ficción cuando tiempo después la cantante pasó por problemas personales de una forma muy pública». A su vez, Jarett Wieselman del New York Post lo calificó con C+ y escribió: «El primer video advertencia de Britney sobre Hollywood no parecía estar diciendo tanto en aquel periodo, pero con un poco de distancia, las letras y el concepto parecen mucho más tristes». Paralelamente, Rolling Stone señaló que fue el primer video de Spears en centrarse en un tema que se volvería recurrente para ella: su relación conflictiva con la fama, mientras que en 2013 John Boone de E! Francia lo catalogó como el séptimo mejor video de la cantante en una reseña donde escribió «Muchos de los videos de Britney se han centrado en la fama, los paparazzi, los periódicos, etcétera, pero este es nuestro favorito».
Cuatro días después del estreno, el video debutó en el quinto puesto del conteo Total Request Live de MTV, el que enlistaba los diez clips más solicitados de forma diaria por la audiencia. El 18 de octubre del mismo año, consiguió ser enviado al retiro, tras haber sido emitido durante cincuenta días, periodo en que llegó a ser el más pedido durante diecinueve oportunidades. De esta forma, se convirtió en el sexto clip consecutivo de Spears en ser enviado al retiro. Por otro lado, el 24 de octubre de 2009, Jive Records lo publicó en la cuenta Vevo de la cantante, donde en febrero de 2019, alcanzó los cien millones de reproducciones.

## Rendimiento comercial
En los Estados Unidos alcanzó la posición número veintitrés en la lista más importante del país, la Billboard Hot 100, tras llegar al décimo octavo lugar en el conteo Radio Songs, según la edición del 9 de septiembre de 2000 de Billboard. El logro también se debió a que llegó al octavo puesto en la lista de reproducciones radiales Pop Songs, donde se convirtió en el quinto sencillo de Spears en situarse entre los diez primeros lugares. Pese a que su lanzamiento solo se realizó de forma radial en el país y a que antecedió la era digital, hasta agosto de 2010, vendió 213 000 copias en los Estados Unidos, de las cuales 6000 correspondían a copias materiales comercializadas a través de importaciones y el resto a descargas digitales, según Nielsen SoundScan. Además, hasta septiembre de 2013 era el decimonoveno sencillo más exitoso de la cantante en la Billboard Hot 100.
«Lucky» registró numerosos logros comerciales en Europa, donde alcanzó el primer puesto en la lista continental European Hot 100, según la edición del 2 de septiembre de 2000, convirtiéndose en el tercer número uno de Spears en el conteo, después de los superventas «...Baby One More Time» y «Oops!... I Did It Again». Ello se debió a que alcanzó el mismo estatus en Austria, Alemania, Suecia y Suiza, y a que se ubicó entre los diez primeros éxitos semanales en mercados como Bélgica, Dinamarca, Irlanda, Italia, Noruega y los Países Bajos, así como también entre los veinte primeros en España, Finlandia y Francia. En Alemania lideró la lista de éxitos durante tres semanas consecutivas, a partir del 4 de septiembre de 2000, transformándose en el segundo número uno de Spears, después de su sencillo debut. Acto seguido, la BVMI lo certificó disco de oro, tras vender 250 000 copias, y Media Control Charts lo enlistó como el décimo sencillo que tuvo más éxito en el país durante 2000. Paralelamente, la BEA lo certificó disco de oro en Bélgica, luego de vender 15 000 copias, y la IFPI lo certificó disco de platino en Suecia, donde fue número uno durante dos semanas, y disco de oro en Austria, donde lideró la lista de éxitos durante cuatro semanas consecutivas, tras vender 40 000 y 15 000 copias, respectivamente. Además, a fines de año se ubicó en los puestos número ocho en Suecia, nueve en Austria, veinticinco en Suiza y cien en Francia, en las listas de los sencillos que tuvieron más éxito en dichos países durante 2000. En el Reino Unido debutó en la quinta posición en la lista UK Singles Chart, según la edición del 26 de agosto de 2000, en la que registró el tercer ingreso más alto, después de los debuts número uno de «Groovejet (If This Ain't Love)» de Spiller con Sophie Ellis-Bextor y número dos de «Out of Your Mind» de True Steppers y Dane Bower con Victoria Beckham. De esta forma se convirtió tanto en el sexto sencillo consecutivo de Spears como en el segundo del álbum en ubicarse entre los cinco primeros lugares en la lista. En mayo de 2010, la OCC lo reportó como el décimo sencillo más vendido de la cantante en el país, mientras que en junio de 2024, la BPI lo certificó disco de oro, tras vender 400 000 unidades.
También registró varios logros comerciales en Oceanía. En Australia alcanzó el tercer puesto, según la edición del 10 de septiembre de 2000 de ARIA Charts, figurando únicamente detrás de «Music» de Madonna y «I'm Outta Love» de Anastacia, y convirtiéndose en el cuarto sencillo de Spears y en el segundo del álbum en ubicarse entre los diez primeros lugares. En el mismo año, la ARIA lo certificó disco de platino, tras vender 70 000 copias, y lo enlistó como uno de los treinta sencillos que tuvieron más éxito en el país durante 2000. Logros similares registró en Nueva Zelanda, donde la RIANZ lo certificó disco de platino, por ventas de 15 000 copias, y lo enlistó entre los cuarenta sencillos de mejor rendimiento comercial del año.

## Presentaciones
Entre el 20 de junio de 2000 y el 18 de enero de 2001, Spears presentó «Lucky» en los noventa espectáculos del Oops!... I Did It Again Tour, el cual recorrió tres países de América, especialmente los Estados Unidos, y once de Europa, con decenas de fechas en Alemania y el Reino Unido. El sencillo formó parte del segundo acto del repertorio de la gira, donde contó con una puesta en escena de temática marina. Durante 2000, la cantante también lo interpretó en varios programas de televisión, tales como Top of the Pops Germany, The Today Show y Britney in Hawaii, correspondiente a un especial que Fox emitió el 8 de junio de aquel año. Posteriormente, entre el 1 de noviembre de 2001 y el 28 de julio de 2002, lo presentó en los sesenta y siete espectáculos realizados del Dream Within a Dream Tour, el cual visitó Japón y los tres países de América del Norte. En el número, Spears salía de una caja de música gigante, vestida como bailarina, y presentaba la canción como la parte central de un popurrí que iniciaba con «Born to Make You Happy» y terminaba con «Sometimes». En enero de 2002, Jive Records incluyó la presentación en el DVD de la gira, Live from Las Vegas, el cual se grabó durante dos días en la MGM Grand Garden Arena de Las Vegas..
En 2013, la cantante incluyó a «Lucky» en el repertorio de su residencia en Las Vegas, Britney: Piece of Me, donde la volvió a presentar después de once años.

## Versión de Taylor Swift

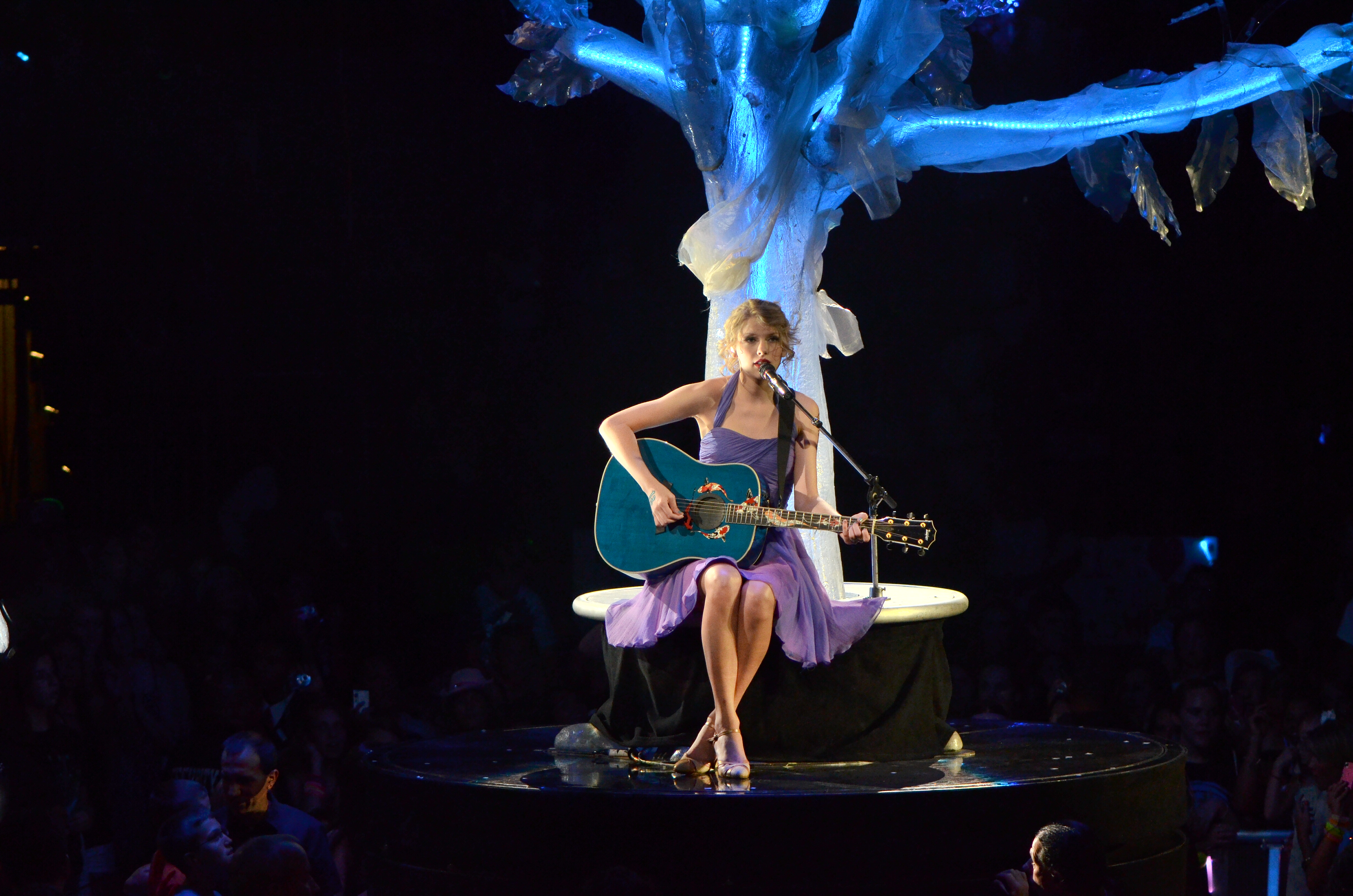
Taylor Swift versionando «Lucky» durante el espectáculo de Luisiana del Speak Now World Tour (2011 — 2012).

El 20 de septiembre de 2011, la cantante country Taylor Swift versionó la canción en el espectáculo de Luisiana del Speak Now World Tour, como un homenaje a Spears. Vestida con un traje lila, Swift tocó los acordes de «Lucky» en su guitarra e interpretó el tema en vivo. Scott Shetler de Pop Crush señaló que «la enérgica multitud no parecía tan eufórica por la versión de Britney como cuando Swift versionó a Eminem en Detroit o a Justin Bieber en Toronto». Por otro lado, Jenna Hally Rubenstein de MTV señaló que la audiencia reaccionó de forma positiva frente a la versión, al publicar un clip del concierto y señalar: «Aunque el video está en posición horizontal y muestra a la propia camarógrafa aficionada mientras canta, la emoción en su voz es una prueba de la elección de Taylor. En otras palabras, casi podemos garantizar que [...] la chica criada en Luisiana y presente en la audiencia del espectáculo de Taylor, también está obsesionada con Britney Spears». A su vez, Becky Bain de Idolator indicó que no tenía dudas que Swift versionaría una canción de Spears, pero que le sorprendió que escogiera a «Lucky». Al respecto, Katherine St Asaph de PopDust escribió que esta es «una de las pocas canciones de Britney que fácilmente podría ser compuesta para o por Taylor», además de ser «una de las pocas canciones que no necesitaría rearreglos masivos» para ser versionada en vivo.

## Formatos
| Sencillo en CD |                                    |          |  |
| N.º            | Título                             | Duración |  |
| 1.             | «Lucky»                            | 3:24     |  |
| 2.             | «Heart»                            | 3:00     |  |
| 3.             | «Lucky» (Jack D. Elliot Radio Mix) | 3:26     |  |

| Sencillo en CD japonés |                                                                         |          |  |
| N.º                    | Título                                                                  | Duración |  |
| 1.                     | «Lucky»                                                                 | 3:24     |  |
| 2.                     | «Lucky» (Jack D. Elliot Radio Mix)                                      | 3:26     |  |
| 3.                     | «Oops!... I Did It Again» (Ospina's Crossover Mix)                      | 3:18     |  |
| 4.                     | «Oops!... I Did It Again» (Riprock 'n' Alex G. Oops! We Remixed Again!) | 3:54     |  |

| Disco de vinilo |                                                 |          |  |
| N.º             | Título                                          | Duración |  |
| 1.              | «Lucky» (Jack D. Elliot Club Mix)               | 6:42     |  |
| 2.              | «Lucky»                                         | 3:25     |  |
| 3.              | «Lucky» (Jack D. Elliot Radio Mix)              | 3:27     |  |
| 4.              | «Lucky» (Riprock 'n' Alex G. Extended Club Mix) | 7:16     |  |
| 5.              | «Lucky» (Jason Nevins Mixshow Edit)             | 5:51     |  |

| Descarga/Sencillo en CD de The Singles Collection (2009) |         |          |  |
| N.º                                                      | Título  | Duración |  |
| 1.                                                       | «Lucky» | 3:24     |  |
| 2.                                                       | «Heart» | 3:00     |  |

## Posicionamientos en listas

### Listas semanales
| País              | Lista             | Primera semana           | Posición debut | Mejor posición | Semanas en la mejor posición | Semanas en la lista | Última semana            | Ref.   |
| ----------------- | ----------------- | ------------------------ | -------------- | -------------- | ---------------------------- | ------------------- | ------------------------ | ------ |
| América del Norte |                   |                          |                |                |                              |                     |                          |        |
| Estados Unidos    | Pop Songs         | 5 de agosto de 2000      | 14             | 2              | 1                            | 12                  | 21 de octubre de 2000    | [ 24 ] |
| Estados Unidos    | Billboard Hot 100 | 12 de agosto de 2000     | 61             | 23             | 1                            | 11                  | 21 de octubre de 2000    | [ 22 ] |
| Estados Unidos    | Radio Songs       | 12 de agosto de 2000     | 58             | 18             | 1                            | 9                   | 7 de octubre de 2000     | [ 23 ] |
| Europa            |                   |                          |                |                |                              |                     |                          |        |
| Alemania          | Top 100 canciones | 21 de agosto de 2000     | 2              | 1              | 3                            | 19                  | 25 de diciembre de 2000  | [ 28 ] |
| Austria           | Top 40 canciones  | 20 de agosto de 2000     | 3              | 1              | 4                            | 16                  | 3 de diciembre de 2000   | [ 4 ]  |
| Bélgica (Flandes) | Top 50 canciones  | 12 de agosto de 2000     | 19             | 9              | 1                            | 12                  | 28 de octubre de 2000    | [ 63 ] |
| Bélgica (Valonia) | Top 40 canciones  | 19 de agosto de 2000     | 17             | 10             | 1                            | 12                  | 4 de noviembre de 2000   | [ 64 ] |
| Dinamarca         | Top 10 canciones  | 21 de agosto de 2000     | 8              | 8              | 3                            | 4                   | 11 de septiembre de 2000 | [ 65 ] |
| España            | Top 20 canciones  | 12 de agosto de 2000     | 13             | 12             | 1                            | 6                   | 23 de septiembre de 2000 | [ 66 ] |
| Finlandia         | Top 20 canciones  | 19 de agosto de 2000     | 15             | 15             | 1                            | 2                   | 26 de agosto de 2000     | [ 67 ] |
| Francia           | Top 100 canciones | 2 de septiembre de 2000  | 16             | 16             | 2                            | 17                  | 23 de diciembre de 2000  | [ 68 ] |
| Irlanda           | Top 50 canciones  | 17 de agosto de 2000     | 2              | 2              | 1                            | 14                  | 16 de noviembre de 2000  | [ 29 ] |
| Italia            | Top 20 canciones  | 3 de agosto de 2000      | 20             | 8              | 1                            | 9                   | 28 de septiembre de 2000 | [ 69 ] |
| Noruega           | Top 20 canciones  | 26 de agosto de 2000     | 5              | 5              | 2                            | 9                   | 21 de octubre de 2000    | [ 70 ] |
| Países Bajos      | Top 100 canciones | 12 de agosto de 2000     | 11             | 4              | 2                            | 15                  | 18 de noviembre de 2000  | [ 71 ] |
| Reino Unido       | Top 75 canciones  | 26 de agosto de 2000     | 5              | 5              | 1                            | 11                  | 4 de noviembre de 2000   | [ 39 ] |
| Suecia            | Top 60 canciones  | 24 de agosto de 2000     | 2              | 1              | 2                            | 18                  | 21 de diciembre de 2000  | [ 72 ] |
| Suiza             | Top 100 canciones | 20 de agosto de 2000     | 19             | 1              | 1                            | 28                  | 4 de marzo de 2001       | [ 27 ] |
| Europa            | Top 10 canciones  | 2 de septiembre de 2000  | 1              | 1              | 1                            | 7                   | 21 de octubre de 2000    | [ 26 ] |
| Australasia       |                   |                          |                |                |                              |                     |                          |        |
| Australia         | Top 50 canciones  | 20 de agosto de 2000     | 20             | 3              | 1                            | 14                  | 19 de noviembre de 2000  | [ 42 ] |
| Nueva Zelanda     | Top 50 canciones  | 10 de septiembre de 2000 | 17             | 4              | 1                            | 17                  | 21 de enero de 2001      | [ 73 ] |

| Predecesor: «Around the World (La La La La La)» de ATC                     | Top 100 canciones — Sencillo número uno 27 de agosto de 2000 — 2 de septiembre de 2000                                                        | Sucesor: «Music» de Madonna                 |
| Predecesor: «I'm Outta Love» de Anastacia                                  | European Hot 100 — Sencillo número uno 2 de septiembre de 2000 — 8 de septiembre de 2000                                                      | Sucesor: «Music» de Madonna                 |
| Predecesor: «Around the World (La La La La La)» de ATC                     | Top 40 canciones — Sencillo número uno 3 de septiembre de 2000 — 30 de septiembre de 2000                                                     | Sucesor: «I Turn to You» de Melanie C       |
| Predecesor: «Around the World (La La La La La)» de ATC                     | Top 100 canciones — Sencillo número uno 4 de septiembre de 2000 — 17 de septiembre de 2000                                                    | Sucesor: «The Spirit of the Hawk» de Rednex |
| Predecesor: «I Turn to You» de Melanie C «Nitar och läder» de Magnus Uggla | Top 60 canciones — Sencillo número uno 7 de septiembre de 2000 — 13 de septiembre de 2000 21 de septiembre de 2000 — 27 de septiembre de 2000 | Sucesor: «Nitar och läder» de Magnus Uggla  |

### Listas de fin de año
| País          | Lista             | Año  | Posición | Ref.   |
| ------------- | ----------------- | ---- | -------- | ------ |
| Europa        |                   |      |          |        |
| Alemania      | Top 100 canciones | 2000 | 10       | [ 74 ] |
| Austria       | Top 75 canciones  | 2000 | 9        | [ 35 ] |
| Francia       | Top 100 canciones | 2000 | 100      | [ 37 ] |
| Reino Unido   | Top 100 canciones | 2000 | 88       | [ 75 ] |
| Suecia        | Top 100 canciones | 2000 | 8        | [ 34 ] |
| Suiza         | Top 100 canciones | 2000 | 25       | [ 36 ] |
| Australasia   |                   |      |          |        |
| Australia     | Top 100 canciones | 2000 | 29       | [ 44 ] |
| Nueva Zelanda | Top 50 canciones  | 2000 | 35       | [ 46 ] |

## Certificaciones
| América del Norte |              |      |                  |         |        |
| Estados Unidos    | RIAA         | 2023 | Disco de platino | 1 000   | [ 76 ] |
| Europa            |              |      |                  |         |        |
| Alemania          | BVMI         | 2000 | Disco de oro     | 250 000 | [ 30 ] |
| Austria           | IFPI Austria | 2000 | Disco de oro     | 15 000  | [ 33 ] |
| Bélgica           | BEA          | 2000 | Disco de oro     | 15 000  | [ 31 ] |
| Reino Unido       | BPI          | 2024 | Disco de oro     | 400 000 | [ 41 ] |
| Suecia            | IFPI Suecia  | 2000 | Disco de platino | 40 000  | [ 32 ] |
| Australasia       |              |      |                  |         |        |
| Australia         | ARIA         | 2000 | Disco de platino | 70 000  | [ 43 ] |
| Nueva Zelanda     | RIANZ        | 2000 | Disco de platino | 15 000  | [ 45 ] |

## Créditos
- Britney Spears — voz, coro
- Max Martin — producción, composición, mezcla, teclado, programación, coro
- Rami Yacoub — producción, composición, teclado
- Nana Hedin — coro
- Alexander Kronlund — composición
- John Amatiello — ingeniería de Pro Tools
- Esbjörn Öhrwall — guitarra
- Tom Coyne — masterización
- The Fan Choir 2 — voces adicionales

Fuente: Discogs.